# Vajra

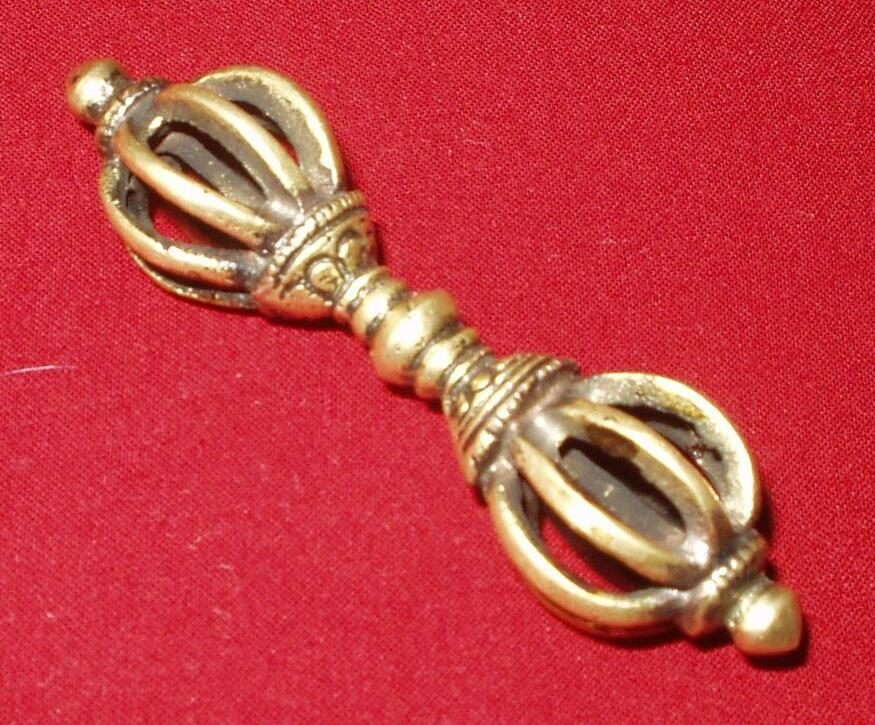
En vajra.

Vajra (på hindi वज्र, vajr, på tibetanska རྡོ་རྗེ།, dorje) är ett ord på sanskrit som betyder både blixt eller diamant. Vajran är både ett magiskt vapen och en symbol för kraft och oförstörbarhet - i synnerhet i det sammansatta ordet "vajrayana" - vajravagnen, en buddhistisk inriktning som fokuserar på tantriskt utövande.
Vajran är även ett rituellt vapen som används inom tantrisk buddhism. Dess utseende kan variera och därefter även innebörden. Om den används tillsammans med en ghanta (en rituell handklocka) symboliserar vajran upaya.